# Налоксон
Налоксонът (C19H21NO4) е животоспасяващо лекарство – противоотрова срещу свръхдоза опиоид. Действието му се дължи на блокирането на опиоидните рецептори.